# Wz. 34
A wz. 34 lengyel féllánctalpas teherautó, melyet a második világháború alatt használtak.

## Történet
A két világháború között a féllánctalpas járművek elterjedtek a különböző országok hadseregeiben. A legtöbbet tüzérségi vontatóként alkalmazták. A járművek jó terepjáró tulajdonságokkal rendelkeztek, és viszonylag elfogadható áruk volt. Lengyelországban a francia eredetű Citroën-Kegresse féllánctalpas vontatókat használták. A harmincas években a lengyelek terveztek néhány saját féllánctalpas járművet. Egyikük wz. 34 (wzór 34) féllánctalpas teherautó néven került gyártásra (nem összekeverendő a wz. 34 páncélautóval). A leginkább ismert változata a C4P tüzérségi vontató.
A wz. 34 féllánctalpas vontató a 2,5 tonnás Polski Fiat 621 teherautó lengyel változata, amit olasz licenc alapján gyártottak 1932-től. A féllánctalpas változatot 1934-ben tervezték a Fegyveres Erők Technikai Kutatóintézet varsói irodájában. A tervezet többféle teherautó alkatrészt tartalmazott, beleértve a motort. Néhányat megerősítettek vagy módosítottak (alváz). A váltót módosították, hogy javítsák a terepjáró képességet. A fő változtatás a hátsó tengely lánctalpra való lecserélése volt. A lánctalp mechanikájának elkészítését a francia Citroën-Kegresse P14/ 17/ 19 féllánctalpas vontató és a Vickers E harckocsi felfüggesztése inspirálta.
A nullszéria 1935-ben készült el, ezután kezdődött a sorozatgyártás 1936-ban a PZInż-nél (Państwowe Zaklady Inzynieryjne - Állami Hadmérnöki Művek) Varsóban. 1939-ig nagyjából 400 darab jármű készült különféle kivitelben. Egyes írások az összes wz. 34 féllánctalpast hibásan C4P néven említik, de ez a megnevezés csak a tüzérségi vontatókra vonatkozik. A wz. 34 féllánctalpas teherautó igen sikeres típus volt. A hátrányai a nagy üzemanyagfogyasztás és a gyenge motor.

## Változatok
Az alap változata a wz. 34 féllánctalpasnak egy féllánctalpas teherautó volt zárt vezetőfülkével, hosszabb alvázzal és hosszú platóval. A vezetőfülke hasonló volt a Polski Fiat 621 teherautóéhoz, de egyszerűbb kivitelben. A plató fölé ponyvát lehetett húzni.
Egy viszonylag gyakori altípus, a wz. 34 műhelykocsi. Nyitott, fémből készült karosszériája volt vászon tetővel és ajtókkal. A felépítmény oldalait le lehetett nyitni. A jármű egy közepes hosszúságú alvázra épült.
A C4P járműhöz hasonlóan ezzel is vontattak légvédelmi kereső fényszórókat és felszerelést tartalmazó utánfutót a légvédelmi lövegekhez.
Egy érdekes változata is volt a wz. 34-nek: a terepjáró mentőautó. Zárt fém karosszériája volt, a vezetőfülkét elválasztották a test többi részétől. Nyolc ülő sebesültet lehetett vele szállítani, akik puha padokon ültek, vagy négy fekvő sebesültet hordágyon, két szintes magasságban. Nagyjából 50 mentőautó készült.
Egyéb típusok, kisebb számban gyártva:
- Tűzoltóautó létrával, a Lwów Tűzoltó Brigád használta - néhány készült.
- wz. 34 „lot” (vagy C4P „lot”) - egy változat a légierő részére (rövidebb, repülőgépek vontatására). A 16. gépesített tüzérzászlóalj rendelkezett legalább kettővel, tüzérségi vontatónak kialakítva.
- wz. 34 féllánctalpas teherautó ballon csörlővel - mindössze egyetlen darab készült.
- wz. 34 féllánctalpas teherautó vasúti közlekedésre optimalizálva. Ezt egy alap járműre szerelték, lehetővé tette vasúti síneken való haladást. A járművet hagyományos módon lehetett vezetni a lánctalpai által.

## Konstrukció
A wz. 34 féllánctalpas teherautó karosszériája fa-acél konstrukció, egy téglalap alakú alvázra építve. Az első tengely fél-ellipszis laprugókkal és lengéscsillapítóval volt szerelve. A hátsó felfüggesztés egy fél-ellipszis laprugókkal felfüggesztett tengelyből, rajta egy lengőkarral volt szerelve (a korábbi és a későbbi járművek eltértek egy kicsit egymástól a lengőkar alakjában). A két futógörgő és a láncfeszítő kerék is lengőkarral volt felfüggesztve. A láncmeghajtó kerék elöl volt. Egy visszavezető kerék lengőkarral volt rögzítve. A lánctalpak csapszeg nélküliek, gumi és acél, egészen modern tervezetűek. A lánctalp szélessége 0,3 m.
- Motor: Fiat–122B (PZInż. 367); négyütemű, hathengeres, 2952 cm³, 46 lóerő 2600 fordulatszámon, vízhűtéses.
- Váltó: Négy sebesség előre, egy sebesség hátra, terepfelezővel.

Egy sokkal erősebb 63 lóerős motorral szerelt, hasonló teljesítménnyel rendelkező típuson dolgoztak 1936-ban, de a gyártás csak 1939-ben kezdődött. Nem ismert, hogy akár egyetlen járművet is felszereltek volna a jobb motorral, kivéve 5 vontatót, melyeket a motor prototípusaival láttak el.

## Használat
A féllánctalpas teherautókat terepjáró teherautókként, javító és helyreállító járműként, harctéri műhelyként, fegyverzeti műhelyként, pótkocsi vontatóként stb. alkalmazták különféle alakulatoknál, mint az utászok és a vasúti utászok. Két féllánctalpas wz. 34 szolgált minden Vickers vagy 7TP harckocsi századnál, mint javító jármű (a 2. Könnyű Harckocsi Zászlóaljnál 1939-ben 12 féllánctalpas wz. 34 szolgált, a 21. Könnyű Harckocsi Zászlóaljnál 3 szolgált). Két féllánctalpas támogatott minden páncélvonatot, mint javító járőr (valószínűleg a vasúti használatra optimalizált járművek voltak, vagy vagonon szállították őket). A C4P és wz. 34 féllánctalpasokat egyaránt használták a légierő földi szolgálatánál, repülőgép vontatásra.
A wz. 34 féllánctalpasokat használták csapatszállítóként a 10. Motorizált Lovassági Dandárnál (10. BK) 1937 nyarától. Mindkét ezred rendelkezett 12 járművel. Ezeket használták a cseh Zaolzie visszacsatolásakor 1938 végén. Valószínűleg már ezeket nem használták 1939-ben - nincs erről információ (azok között a járművek között sem voltak, melyeket a magyaroknak adtak át a határátkelést követően, valószínűleg azért, mert 1939 nyarán leváltották ezeket a Praga RV teherautók).
Legalább 50 mentőautót használt a PCK - Lengyel Vöröskereszt. A legtöbb lengyel katonai mentőautót nem a hadsereg hanem a Lengyel Vöröskereszt használta, ezzel is csökkentve a hadi kiadásokat.
Feltehetően néhány wz. 34 féllánctalpas vagy C4P vontató túlélte a háborút és magánkézbe került röviddel a háború után, de sajnos mára egy sem maradt.